# Liste der denkmalgeschützten Objekte in Waizenkirchen
Die Liste der denkmalgeschützten Objekte in Waizenkirchen enthält die 7 denkmalgeschützten, unbeweglichen Objekte der Gemeinde Waizenkirchen in Oberösterreich (Bezirk Grieskirchen).

## Denkmäler
| Foto |                 | Denkmal | Standort                                          | Beschreibung | Metadaten |
| ---- | --------------- | --- | ------------------------------------------------- | --- | --- |
| ja   | Datei hochladen | Gasthaus Zum Weißen Lamm HERIS-ID: 38782 Objekt-ID: 38385                                                  | Kienzlstraße 1 Standort KG: Waizenkirchen         | | BDA-Hist.: Q37983939 Status: Bescheid Stand der BDA-Liste: 2025-06-30 Name: Gasthaus Zum Weißen Lamm GstNr.: .78 Gasthaus Zum Weißen Lamm (Waizenkirchen, Upper Austria)                                                  |
| ja   | Datei hochladen | Spitals- und Versorgungshauskapelle/Versorgungshauskirchlein hl. Nikolaus HERIS-ID: 79394 Objekt-ID: 93072 | Klosterstraße 11 Standort KG: Waizenkirchen       | Die Nikolauskapelle wurde Anfang des 17. Jahrhunderts errichtet. Lange Zeit bekannt als „Versorgungshauskirchlein“ wird sie heute auch als „Altenheimkapelle“ bezeichnet. Neben dem barocken Altar befinden sich in ihr auch erwähnenswerte Statuen. | BDA-Hist.: Q38154459 Status: § 2a Stand der BDA-Liste: 2025-06-30 Name: Spitals- und Versorgungshauskapelle/Versorgungshauskirchlein hl. Nikolaus GstNr.: .114 Spitalskapelle hl. Nikolaus (Waizenkirchen, Upper Austria) |
| ja   | Datei hochladen | Kriegerdenkmal HERIS-ID: 79440 Objekt-ID: 93124                                                            | bei Marktplatz 1 Standort KG: Waizenkirchen       | | BDA-Hist.: Q38154563 Status: § 2a Stand der BDA-Liste: 2025-06-30 Name: Kriegerdenkmal GstNr.: .64 |
| ja   | Datei hochladen | Kath. Pfarrkirche hll. Aposteln Peter und Paul HERIS-ID: 52662 Objekt-ID: 60109                            | bei Marktplatz 1 Standort KG: Waizenkirchen       | Die ursprünglich gotische Kirche fiel im 18. Jahrhundert einem Feuer zum Opfer. Nach dem Wiederaufbau erfolgten mehrere Zubauten. Die heutige spätbarocke Kirche mit gotischen Bauteilen wurde 1987 restauriert.                                     | BDA-Hist.: Q26821446 Status: § 2a Stand der BDA-Liste: 2025-06-30 Name: Kath. Pfarrkirche hll. Aposteln Peter und Paul GstNr.: .64 Sankt Peter und Paul (Waizenkirchen)                                                   |
| ja   | Datei hochladen | Marktbrunnen HERIS-ID: 79439 Objekt-ID: 93122                                                              | gegenüber Marktplatz 5 Standort KG: Waizenkirchen | | BDA-Hist.: Q38154548 Status: § 2a Stand der BDA-Liste: 2025-06-30 Name: Marktbrunnen GstNr.: 3095/3 |
| ja   | Datei hochladen | Alte Volksschule HERIS-ID: 64031 Objekt-ID: 76724                                                          | Schulberg 4 Standort KG: Waizenkirchen            | | BDA-Hist.: Q38105082 Status: Bescheid Stand der BDA-Liste: 2025-06-30 Name: Alte Volksschule GstNr.: .59/1, .59/2 |
| ja   | Datei hochladen | Schloss Weidenholz und Wassergraben, Landesmusikschule HERIS-ID: 79403 Objekt-ID: 93081                    | Weidenholz 1 Standort KG: Weidenholz              | → Hauptartikel : Schloss Weidenholz f1 | BDA-Hist.: Q1476189 Status: § 2a Stand der BDA-Liste: 2025-06-30 Name: Schloss Weidenholz und Wassergraben, Landesmusikschule GstNr.: 668, 669, 670 Schloss Weidenholz                                                    |